# Nicola Granieri
Nicola Granieri (ur. 3 lipca 1942 w Turynie, zm. 28 grudnia 2006 tamże) – włoski szermierz, dwukrotny medalista mistrzostw świata.
Podczas mistrzostw świata w Wiedniu w 1971 roku wywalczył srebrny medal w turnieju indywidualnym. Na podium rozdzielił Hryhorija Krissa z ZSRR i Szweda Rolfa Edlinga. Ponadto razem z Carlo Montano, Stefano Simoncellim i Giovannim Battistą Colettim zdobył brązowy medal we florecie drużynowym na mistrzostwach świata w Budapeszcie (1975).
Na igrzyskach olimpijskich w Tokio w 1964 roku dotarł do ćwierćfinałów floretu indywidualnego, a drużynowo zajął siódme miejsce. Na rozgrywanych cztery lata później igrzyskach olimpijskich w Meksyku indywidualnie odpadł w rundzie eliminacyjnej, a w zawodach drużynowych ponownie był siódmy. Następnie wystartował na igrzyskach olimpijskich w Monachium w 1972 roku, indywidualnie docierając do półfinałów, a drużynowo zajmując jedenaste miejsce. Startował tam także w szpadzie, w której indywidualnie odpadł w ćwierćfinałach, a drużynowo odpadł w pierwszej rundzie. Brał też udział w szpadzie na igrzyskach olimpijskich w Montrealu w 1976 roku, indywidualnie odpadając w trzeciej rundzie, a drużynowo zajmując siódme miejsce.